# Carl Loewe
Johann Carl Gottfried Loewe (Löbejün, 30 de noviembre de 1796-Kiel, 20 de abril de 1869), habitualmente llamado Carl Loewe y en ocasiones Karl Loewe, fue un compositor, barítono y director de orquesta alemán. En su vida, sus composiciones fueron muy conocidas y fue llamado por algunos el "Schubert del norte de Alemania" y Hugo Wolf fue admirador de su trabajo. En la actualidad es menos conocido pero más de 400 de sus canciones son interpretadas ocasionalmente.

## Biografía
Johann Carl Gottfried Loewe nació el 30 de noviembre de 1796 en Löbejün, un área circundante a Halle en el estado de Sajonia-Anhalt. Recibió sus primeras lecciones musicales de su padre y fue niño del coro, primero en Köthen y después en Halle, donde asistía a la escuela primaria. La belleza de la voz de Loewe hizo que se interesara en él Madame de Staël, quien le procuró una pensión de Jerónimo Bonaparte, entonces rey de Westfalia. Esto le permitió incrementar su educación musical y estudiar teología en la Universidad de Halle. Su patrocinio terminó en 1813, tras la huida del rey.
En 1820, se trasladó a Stettin, en Prusia (desde 1945 Szczecin en Polonia), donde trabajó como organista y director musical de la escuela. Fue durante esta época en la que realizó la mayor parte de su obra como compositor, la publicación de una versión del poema Der Erlkönig de Johann Wolfgang von Goethe en 1824 (escrito en 1817-1818), de la que algunos afirman que rivaliza con la versión mucho más famosa de Franz Schubert, Erlkönig. Compuso obras de muchos otros poetas, incluyendo a Friedrich Rückert, y realizó traducciones de William Shakespeare y Lord Byron.
En 1821 se casó con Julie von Jacob, que falleció en 1823. Su segunda esposa, Auguste Lange, era una cantante consumada y aparecieron juntos en sus actuaciones de oratorios con gran éxito.
El 20 de febrero de 1827, dirigió la primera representación de la obertura de El sueño de una noche de verano, op. 21 de Felix Mendelssohn. Él y Mendelssohn también actuaron como solistas en el Concierto en la ♭ mayor para 2 pianos y orquesta de Mendelssohn.
Más tarde, Loewe se hizo muy popular, tanto como compositor como cantante, e hizo varias giras como cantante en las décadas de 1840 y 1850, visitando Inglaterra, Francia, Suecia y Noruega entre otros países. Finalmente regresó a Alemania, y, tras dejar sus puestos en Szczecin tras 46 años, se mudó a Kiel, donde murió de un derrame cerebral el 20 de abril de 1869.

## Obras
Loewe escribió cinco óperas, de las cuales sólo una, Die drei Wünsche, se representó en Berlín en 1834, sin mucho éxito; diecisiete oratorios, muchos de ellos acompañados por voces masculinas, o sólo con breves interludios instrumentales, baladas corales, cantatas, tres cuartetos de cuerdas op. 24, y un trío de piano en sol menor op. 12., una obra para clarinete y piano, publicada póstumamente, y algunos solos de piano. Sin embargo, la rama de su arte por la que se le recuerda es por los solos de baladas con acompañamiento de piano. Su tratamiento de los largos poemas narrativos, en una mezcla inteligente de los estilos dramático y lírico, siguiendo sin duda el modelo de las baladas de Johann Rudolf Zumsteeg, ha sido copiado por muchos compositores desde sus días. Sus adaptaciones de Erlkönig (un ejemplo muy temprano), Archibald Douglas, Heinrich der Vogler, Edward and Die Verfallene Mühle, están particularmente bien consideradas.
Existen al menos dos sinfonías de Loewe, una en re menor, que ha sido graba por el sello discográfico Koch Schwann junto con la primera de las dos grabaciones en CD del segundo concierto para piano de Loewe (en la mayor); y otra en mi menor, que fue interpretada por primera vez en noviembre de 2004, 170 años después de su composición.
En 1875, en Bayreuth, Richard Wagner comentó de Loewe, "Ja, das ist ein ernster, mit Bedeutung Die schöne Deutsche Sprache behandelnder, hoch genug ehrender nicht zu Deutscher Meister, wahr und echt! (¡es un serio maestro alemán, auténtico y verdadero, aquel que utiliza la hermosa lengua alemana con significado, que no puede ser suficientemente venerado!).

## Estilo musical
Las primeras canciones de Loewe, como Acht Jugenlieder y Lieder Anakreontische, siguen el patrón de la tradición musical de finales del siglo XVIII, utilizando una sola línea melódica, acompañamiento básico y, en su mayoría estrófica y variadas formas estróficas. Bajo la influencia de Zumsteeg, Loewe comenzó a incorporar el cultivo de la balada en sus canciones vocales. En comparación con otros compositores de lieder, el estilo de composición rapsódica de Loewe se dice que es tiene "una patente falta de desarrollo musical orgánico". Sus arreglos de poesías separados de las ideas poéticas y tratados episódicamente en lugar de utilizar la unificación de los motivos (como su compañero compositor de lieder, Franz Schubert). Una de las fortalezas de Loewe como compositor fue sus "audaces e imaginativos" acompañamientos que eran a menudo complejos y atmosféricos adecuados para el texto del poema.